# Болгария на летних Олимпийских играх 2012
Болгария на летних Олимпийских играх 2012 была представлена 63 спортсменами в 16 видах спорта. Болгарские спортсмены завоевали две медали (серебро и бронзу), заняв в неофициальном командном зачете 63 место. Это худшее выступление болгарской сборной со времен Олимпиады в Хельсинки в 1952 г. Успешным было выступление сборной по волейболу, которая заняла 4 место, а Георгий Братоев стал лучшим распределителем соревнований.
Болгарский гимнаст Йордан Йовчев установил рекорд среди мужчин-гимнастов по числу участий в Олимпиадах: для него это были шестые Олимпийские игры (он завершил карьеру в 2013 году).

## Медали
| Медаль  | Обладатель     | Вид спорта | Дисциплина                       | Дата       |
| ------- | -------------- | ---------- | -------------------------------- | ---------- |
| Серебро | Станка Златева | Борьба     | Женщины, вольная борьба до 72 кг | 09.08.2012 |
| Бронза  | Тервел Пулев   | Бокс       | Мужчины, до 91 кг                | 10.08.2012 |

## Результаты соревнований

### Бадминтон
Спортсменов — 1
Женщины
| Соревнование     | Спортсмены     | Групповой этап                            | Групповой этап                                   | Групповой этап        | 1/8 финала            | 1/4 финала            | 1/2 финала            | Финал                 | Финал                 |
| Соревнование     | Спортсмены     | 1 матч                                    | 2 матч                                           | 3 матч                | 1/8 финала            | 1/4 финала            | 1/2 финала            | Финал                 | Финал                 |
| Соревнование     | Спортсмены     | Соперник Счёт                             | Соперник Счёт                                    | Соперник Счёт         | Соперник Счёт         | Соперник Счёт         | Соперник Счёт         | Соперник Счёт         | Место                 |
| ---------------- | -------------- | ----------------------------------------- | ------------------------------------------------ | --------------------- | --------------------- | --------------------- | --------------------- | --------------------- | --------------------- |
| Одиночный разряд | Петя Неделчева | Алеся Зайцева (BLR) Поб.2:0 (21-7, 21-19) | Адрианти Фирдасари (INA) Пор. 0:2 (10:21, 15:21) | Завершила выступление | Завершила выступление | Завершила выступление | Завершила выступление | Завершила выступление | Завершила выступление |

### Бокс
Спортсменов — 4
Мужчины
| Соревнование | Спортсмены            | Первый раунд                   | Второй раунд                  | Четвертьфинал                   | Полуфинал                      | Финал                |
| Соревнование | Спортсмены            | Соперник Результат             | Соперник Результат            | Соперник Результат              | Соперник Результат             | Соперник Результат   |
| ------------ | --------------------- | ------------------------------ | ----------------------------- | ------------------------------- | ------------------------------ | -------------------- |
| до 49 кг     | Александр Александров | Жулиано Макина (MOZ) Поб.22-19 | Син Джон Хун (KOR) Поб.15-14  | Кеу Понгпраюн (THA) Пор.16-10   | Завершил выступление           | Завершил выступление |
| до 56 кг     | Детелин Далаклиев     | Аябонга Соньика (RSA) Поб.15-6 | Ибрагим Балла (AUS) Поб.14-10 | Люк Кэмпбелл (GBR) Пор.15-16    | Завершил выступление           | Завершил выступление |
| до 91 кг     | Тервел Пулев          | Пропускал                      | Ван Сюаньсюань (CHN) Поб.10-7 | Ямиль Перальта (ARG) Поб. 13-10 | Александр Усик (UKR) Пор. 5-21 | Завершил выступление |

Женщины
| Соревнование | Спортсмены     | Первый раунд              | Четвертьфинал         | Полуфинал             | Финал                 |
| Соревнование | Спортсмены     | Соперник Результат        | Соперник Результат    | Соперник Результат    | Соперник Результат    |
| ------------ | -------------- | ------------------------- | --------------------- | --------------------- | --------------------- |
| до 51 кг     | Стойка Петрова | Сиона Фернандес Поб.23-11 | Никола Адамс Пор.7-16 | Завершила выступление | Завершила выступление |

### Борьба
Мужчины
Спортсменов — 8
Вольная борьба
| Соревнование | Спортсмены       | Первый раунд       | Второй раунд             | Четвертьфинал        | Полуфинал            | Финал                |
| Соревнование | Спортсмены       | Соперник Результат | Соперник Результат       | Соперник Результат   | Соперник Результат   | Соперник Результат   |
| ------------ | ---------------- | ------------------ | ------------------------ | -------------------- | -------------------- | -------------------- |
| до 55 кг     | Радослав Великов | Ноев (TJK) В 3-0   | Хинчегашвили (GEO) П 1-3 | Завершил выступление | Завершил выступление | Завершил выступление |
| до 60 кг     | Анатолий Гуйдя   | Дутт (IND) П 1-2   | Завершил выступление     | Завершил выступление | Завершил выступление | Завершил выступление |
| до 66 кг     | Леонид Базан     |                    | Гасанов (AZE) П 1-3      | Завершил выступление | Завершил выступление | Завершил выступление |
| до 74 кг     | Кирил Терзиев    |                    | Гударзи (IRI) П 1-3      | Завершил выступление | Завершил выступление | Завершил выступление |

Греко-римская борьба
| Соревнование | Спортсмены           | Первый раунд                | Второй раунд         | Четвертьфинал          | Полуфинал            | Финал                | Утешительный Четвертьфинал | Утешительный Полуфинал | Финал За 3-е место   | Место |
| Соревнование | Спортсмены           | Соперник Результат          | Соперник Результат   | Соперник Результат     | Соперник Результат   | Соперник Результат   | Соперник Результат         | Соперник Результат     | Соперник Результат   | Место |
| ------------ | -------------------- | --------------------------- | -------------------- | ---------------------- | -------------------- | -------------------- | -------------------------- | ---------------------- | -------------------- | ----- |
| до 55 кг     | Александр Костадинов | не участвовал               | Ли (CHN) П 1-3       | Завершил выступление   | Завершил выступление | Завершил выступление | Завершил выступление       | Завершил выступление   | Завершил выступление | =12   |
| до 60 кг     | Иво Ангелов          | Коулман (USA) В 3-1         | Норузи (IRI) П 0-3   | не участвовал          | не участвовал        | не участвовал        | Шэн (CHN) В 3-1            | Кебиспаев (KAZ) П 1-3  | Завершил выступление | =7    |
| до 84 кг     | Христо Маринов       | не участвовал               | Гаджиев (KAZ) П 0-3  | Завершил выступление   | Завершил выступление | Завершил выступление | Завершил выступление       | Завершил выступление   | Завершил выступление | =18   |
| до 96 кг     | Элис Гури            | Алексук-Чурариу (ROU) В 3-0 | Джабидзе (GEO) В 3-1 | Дейниченко (BLR) П 0-3 | Завершил выступление | Завершил выступление | Завершил выступление       | Завершил выступление   | Завершил выступление | =7    |

Женщины
| Соревнование | Спортсмены     | Первый раунд         | Второй раунд         | Четвертьфинал      | Полуфинал          | Финал                 | Место |
| Соревнование | Спортсмены     | Соперник Результат   | Соперник Результат   | Соперник Результат | Соперник Результат | Соперник Результат    | Место |
| ------------ | -------------- | -------------------- | -------------------- | ------------------ | ------------------ | --------------------- | ----- |
| до 72 кг     | Станка Златева | Марзалюк (BLR) В 3-0 | Франссон (SWE) В 3-0 | Али (CMR) В 3-1    | Унда (ESP) В 3-0   | Воробьёва (RUS) П 0-5 | 2     |

### Волейбол
Мужчины
Спортсменов — 11
Состав команды
| 12         | Виктор Йосифов       | 16.10.1985 | 204 | 95  | 350 | 330 | Паллаволо Модена  |           |                |            |           |           |           |           |               |
| 9          | Добромир Димитров    | 7.07.1991  | 196 | 81  | 342 | 322 | Пирин Балканстрой |           |                |            |           |           |           |           |               |
| 10         | Валентин Братоев     | 21.10.1987 | 201 | 87  | 335 | 315 | Аргос             | Связующие | Связующие      | Связующие  | Связующие | Связующие | Связующие | Связующие | Связующие     |
| 11         | Владимир Николов (К) | 3.10.1977  | 200 | 95  | 345 | 325 | Копра             |           |                |            |           |           |           |           |               |
| 19         | Цветан Соколов       | 31.12.1989 | 206 | 108 | 362 | 319 | Вк Трентино       |           |                |            |           |           |           |           |               |
| Нападающие |                      |            |     |     |     |     |                   |           |                |            |           |           |           |           |               |
| 1          | Георгий Братоев      | 21.10.1987 | 202 | 88  | 335 | 318 | Левски            |           |                |            |           |           |           |           |               |
| 7          | Тодор Скримов        | 9.1.1990   | 191 | 82  | 340 | 310 | Париж             | 14        | Теодор Тодоров | 01.09.1989 | 208       | 94        | 365       | 345       | ЗСК-«Газпром» |
| 15         | Тодор Алексиев       | 21.04.1983 | 200 | 96  | 347 | 327 | ЗСК-«Газпром»     |           |                |            |           |           |           |           |               |
| 17         | Николай Пенчев       | 22.08.1992 | 196 | 85  | 335 | 320 | Копра             |           |                |            |           |           |           |           |               |
| 18         | Николай Николов      | 29.07.1986 | 206 | 97  | 350 | 332 | Тоно Калибо       |           |                |            |           |           |           |           |               |
| Либеро     |                      |            |     |     |     |     |                   |           |                |            |           |           |           |           |               |
| 13         | Теодор Салпаров      | 16.08.1982 | 185 | 73  | 320 | 305 | ВК ЦСКА София     |           |                |            |           |           |           |           |               |

### Дзюдо
Мужчины
| до 66 кг | Мартин Иванов |  |  | Лим (KAZ) П 1:2 (10:21, 15:21) | Завершил выступление | Завершил выступление | Завершил выступление | Завершил выступление | Завершил выступление | Завершил выступление | Завершил выступление |

### Лёгкая атлетика
Спортсменов — 8
Мужчины
| Соревнование    | Спортсмен      | Квалификация | Квалификация | Финал                | Финал                |
| Соревнование    | Спортсмен      | Результат    | Место        | Результат            | Место                |
| --------------- | -------------- | ------------ | ------------ | -------------------- | -------------------- |
| толкание ядра   | Георгий Иванов | 19.63        | 22           | Завершил выступление | Завершил выступление |
| прыжки в высоту | Виктор Нинов   | 2.16         | 28           | Завершил выступление | Завершил выступление |

Женщины
| Соревнование    | Спортсменка          | Квалификация | Квалификация | Четвертьфинал | Четвертьфинал | Полуфинал             | Полуфинал             | Финал                 | Финал                 |
| Соревнование    | Спортсменка          | Результат    | Место        | Результат     | Место         | Результат             | Место                 | Результат             | Место                 |
| --------------- | -------------------- | ------------ | ------------ | ------------- | ------------- | --------------------- | --------------------- | --------------------- | --------------------- |
| 100 м           | Ивет Лалова          | Пропускала   | Пропускала   | 11,06         | 2             | 11,31                 | 6                     | Завершила выступление | Завершила выступление |
| 200 м           | Ивет Лалова          | 23,01        | 5            |               |               | 22,98                 | 6                     | Завершила выступление | Завершила выступление |
| 400 м/б         | Ваня Стамболова      | DNF          | DNF          |               |               | Завершила выступление | Завершила выступление | Завершила выступление | Завершила выступление |
| 3000 м/пр       | Сильвия Данекова     | 9:59,52      | 11           |               |               |                       |                       | Завершила выступление | Завершила выступление |
| толкание ядра   | Радослава Мавродиева | NM           | —            |               |               |                       |                       | Завершила выступление | Завершила выступление |
| тройной прыжок  | Андриана Бынова      | 13.33        | 32           |               |               |                       |                       | Завершила выступление | Завершила выступление |
| прыжки в высоту | Венелина Венева      | 1.85         | 20           |               |               |                       |                       | Завершила выступление | Завершила выступление |

### Парусный спорт
Спортсменов — 2
Соревнования по парусному спорту в каждом из классов состояли из 10 гонок, за исключением класса 49er, где проводилось 15 заездов. В каждой гонке спортсмены стартовали одновременно. Победителем каждой из гонок становился экипаж, первым пересекший финишную черту. Количество очков, идущих в общий зачёт, соответствовало занятому командой месту. 10 лучших экипажей по результатам 10 гонок попадали в медальную гонку, результаты которой также шли в общий зачёт. В случае если участник соревнований не смог завершить гонку ему начислялось количество очков, равное количеству участников плюс один. При итоговом подсчёте очков не учитывался худший результат, показанный экипажем в одной из гонок. Сборная, набравшая наименьшее количество очков, становится олимпийским чемпионом.
Мужчины
| Класс | Спортсмены | Гонка | Гонка | Гонка | Гонка | Гонка | Гонка | Гонка | Гонка | Гонка | Гонка | Гонка         | Очки | Место |
| Класс | Спортсмены | 1     | 2     | 3     | 4     | 5     | 6     | 7     | 8     | 9     | 10    | M             | Очки | Место |
| ----- | ---------- | ----- | ----- | ----- | ----- | ----- | ----- | ----- | ----- | ----- | ----- | ------------- | ---- | ----- |
| RS:X  | Йоан Колев | 29    | 31    | DNE   | 16    | 20    | 35    | 26    | 19    | 19    | 8     | Не участвовал | 207  | 26    |

Женщины
| Класс | Спортсмены                  | Гонка | Гонка | Гонка | Гонка | Гонка | Гонка | Гонка | Гонка | Гонка | Гонка | Гонка | Очки | Место |
| Класс | Спортсмены                  | 1     | 2     | 3     | 4     | 5     | 6     | 7     | 8     | 9     | 10    | M     | Очки | Место |
| ----- | --------------------------- | ----- | ----- | ----- | ----- | ----- | ----- | ----- | ----- | ----- | ----- | ----- | ---- | ----- |
| RS:X  | Ирина Константинова-Бонтемп | 23    | 22    | 15    | 20    | 23    | 20    | 20    | 16    | 24    | 21    |       | 180  | 22    |

Использованы следующие сокращения:
- M — медальная гонка
- DNE — дисквалифицирована, и очки не исключаются по правилу 88.3(b)

### Стрельба
Спортсменов — 4
По итогам квалификации 6 или 8 лучших спортсменов (в зависимости от дисциплины), набравшие наибольшее количество очков, проходили в финал. Победителем соревнований становился стрелок, набравший наибольшую сумму очков по итогам квалификации и финала. В пулевой стрельбе в финале количество очков за попадание в каждой из попыток измерялось с точностью до десятой.
Мужчины
| Соревнование                          | Спортсмены  | Квалификация | Квалификация | Финал                | Всего                | Всего                |
| Соревнование                          | Спортсмены  | Результат    | Место        | Финал                | Результат            | Место                |
| ------------------------------------- | ----------- | ------------ | ------------ | -------------------- | -------------------- | -------------------- |
| Пневматическая винтовка, 10 метров    | Антон Ризов | 593          | 22           | Завершил выступление | Завершил выступление | Завершил выступление |
| Винтовка лёжа, 50 метров              | Антон Ризов | 588          | 42           | Завершил выступление | Завершил выступление | Завершил выступление |
| Винтовка из трёх положений, 50 метров | Антон Ризов | 1162         | 24           | Завершил выступление | Завершил выступление | Завершил выступление |

Женщины
| Спортсмены       | Соревнования                       | Квалификация | Квалификация | Финал          | Финал          |
| Спортсмены       | Соревнования                       | Результат    | Место        | Результат      | Место          |
| ---------------- | ---------------------------------- | ------------ | ------------ | -------------- | -------------- |
| Антоанета Бонева | Пистолет, 25 метров                | 582          | 10           | Не участвовала | Не участвовала |
| Антоанета Бонева | Пневматический пистолет, 10 метров | 384          | 9            | Не участвовала | Не участвовала |
| Мария Гроздева   | Пистолет, 25 метров                | 384          | 9            | Не участвовала | Не участвовала |
| Мария Гроздева   | Пневматический пистолет, 10 метров | 378          | 24           | Не участвовала | Не участвовала |
| Петя Луканова    | Винтовка с трёх позиций, 50 метров | 577          | 30           | Не участвовала | Не участвовала |
| Петя Луканова    | Пневматическая винтовка, 10 метров | 392          | 40           | Не участвовала | Не участвовала |

### Стрельба из лука
Спортсменов — 1
Мужчины
| Соревнование              | Спортсмены   | Квалификация | Квалификация | 1/32 финала                 | 1/16 финала          | 1/8 финала           | Четвертьфинал        | Полуфинал            | Финал                |
| Соревнование              | Спортсмены   | Результат    | Место        | Соперник Результат          | Соперник Результат   | Соперник Результат   | Соперник Результат   | Соперник Результат   | Соперник Результат   |
| ------------------------- | ------------ | ------------ | ------------ | --------------------------- | -------------------- | -------------------- | -------------------- | -------------------- | -------------------- |
| Индивидуальное первенство | Явор Христов | 663          | 35           | Луис Альварес (MEX) Пор.0-6 | Завершил выступление | Завершил выступление | Завершил выступление | Завершил выступление | Завершил выступление |

### Тяжёлая атлетика
Мужчины
| Категория | Спортсмен   | Вес   | Рывок | Рывок | Рывок | Толчок | Толчок | Толчок | Всего | Место |
| Категория | Спортсмен   | Вес   | 1     | 2     | 3     | 1      | 2      | 3      | Всего | Место |
| --------- | ----------- | ----- | ----- | ----- | ----- | ------ | ------ | ------ | ----- | ----- |
| До 85 кг  | Иван Марков | 84.71 | 168   | 172   | 172   | 203    | 209    | 209    | 375   | 5     |

Женщины
| Категория | Спортсмен    | Вес   | Рывок | Рывок | Рывок | Толчок | Толчок | Толчок | Всего | Место |
| Категория | Спортсмен    | Вес   | 1     | 2     | 3     | 1      | 2      | 3      | Всего | Место |
| --------- | ------------ | ----- | ----- | ----- | ----- | ------ | ------ | ------ | ----- | ----- |
| До 63 кг  | Милка Манева | 62.66 | 98    | 102   | 105   | 125    | 131    | 134    | 233   | 5     |